# Ahoi Polloi
Ahoi Polloi ist das Pseudonym eines anonymen deutschsprachigen Cartoonisten und Bloggers. Das gleichnamige Blog wurde im März 2005 gegründet. Seit November 2010 besteht zum Blog ein Twitteraccount. Der Name Ahoi Polloi ist ein Wortspiel und setzt sich aus den Wörtern Ahoi und οἱ πολλοί (hoi polloi, griechisch für „die Vielen“) zusammen.

## Blog
Auf dem Blog, auf dem seit Ende 2018 nur noch selten neue Cartoons eingestellt werden, findet man vornehmlich handgezeichnete und eingescannte Bildwitze im Umfang von jeweils zwei Moleskine-Notizbuchseiten, die politische Meinungen bewerten, beispielsweise die Neigung der Senioren zum Wählen der CDU oder aktuelle politische Lagen karikieren. Viele Cartoons sind Wortwitze oder basieren auf Schadenfreude. Die Zeichnungen sind stilistisch einfach gehalten, so sind Personen nur schematisch dargestellt und die Texte sind von Hand geschrieben. Besonders in den Anfangsjahren erschienen einige Nachrichten zum Blog, beispielsweise Erwähnungen im Blog Spreeblick. Zudem gibt es ein Archiv mit den Beiträgen des nicht mehr auffindbaren Vorgängerblogs. Diese 32 Bildwitze wurden 2006 als erstes auf das jetzige Blog gestellt. Dazu gibt es für angemeldete Nutzer die Möglichkeit, jeden Cartoon ironisch oder witzig zu kommentieren. Auf der Homepage bezeichnet sich das Blog als „ein füllhorn voller fühlhörner“.

## Weitere Veröffentlichungen
Zeichnungen von ahoi polloi erschienen unter anderem bei Spreeblick, Spiegel Online, im ZEITMagazin und der Frankfurter Allgemeinen Sonntagszeitung (FAS). Auf der Twitterseite, auf der regelmäßig Witze veröffentlicht werden, findet man kommentierte Schlagzeilen und Fotografien aus der Medienwelt. Ebenso wird dort regelmäßig ein Comicstrip im Stil der Blogbeiträge gezeigt, der eine aktuelle Lage unter dem Titel Richtig & Falsch kommentiert. Er erscheint zudem wöchentlich in der FAS (Stand 2021). Seit Februar 2022 erscheinen Zeichnungen im Schweizer Monat.